# 僕らの別荘
僕らの別荘（ぼくらのべっそう）は、日本の4人組のYouTuber、TikTokerグループ。メンバーはシドニー石井、松井ケムリ、てっせー、今野一輝の4名から構成される。2021年8月1日にYouTube上での動画投稿活動を開始した。YouTubeチャンネルとして、メインの「僕らの別荘」、サブの「ぼくらのべっそう」が存在する。
チャンネル開設以降、毎日動画投稿を行っている。
活動は「仲良し4人で楽しく過ごしています」と称されている。
お笑い芸人（シドニー石井、ケムリ、今野）、放送作家（てっせー）という経歴を活かした、大喜利スタイルのショート動画と、友人ならではの「まるでファミリーレストランで聞こえてきたら笑いを堪えられなくなりそうな4人のゆるいトーク動画」が特徴。
主な人気シリーズに「○○な僕ら」、「明日使えるユーモア」、「無知ネーター」、メンバーが様々なキャラクターに扮し即興のコントを演じる「憑依回」などがある。

## 来歴
チャンネル開設前
- 2019年7月4日、石井、ケムリ、今野の3人は、作家のてっせーを加えて、ユニットお笑いライブ「僕らの別荘」を開催した。4人は大学のお笑いサークルやNSCで出会い、友人関係にあった。当該ライブは、vol.4まで行われたものの、以降は新型コロナウイルス感染症の流行によって中止が続いた。
  - それまで、メンバー内で、「このライブは、20年続けて、最終目標は誰も縁もゆかりもない香川県で菅田将暉をゲストに招いてやろう」と話していたこともあり、ライブの復活を待つ間、4人で動画配信の活動を始めることとなった。仲の良い4人が定期的に集まり、楽しく過ごす別荘というコンセプトは、「僕らの別荘」のライブと投稿動画に共通している。

- 2021年6月、TikTok上での動画投稿を開始。

チャンネル開設後
- 2021年8月1日、YouTube上での動画投稿を開始。
- 2022年1月27日、YouTubeチャンネル登録者数が5万人を突破。
- 2022年4月、TikTokフォロワー数が20万人を突破。
- 2022年5月26日、サブYouTubeチャンネル「ぼくらのべっそう」を開設。
- 2022年6月23日、YouTubeチャンネル登録者数が10万人を突破。
- 2022年9月10日、阿佐ヶ谷Loft Aにてオールナイトライブ「僕らの別荘　お泊り会」を開催。
- 2022年9月25日、YouTuberグループ「板橋ハウス」とのコラボイベント「一夜限りのコラボライブ　板橋の別荘〜実際のところどう思ってる？〜」を草月ホールにて開催。
- 2023年9月22日、ヴィレッジ・ヴァンガードとのコラボグッズが発売。
- 2023年12月11日、YouTubeチャンネル登録者数が20万人を突破。
- 2023年12月24日、YouTube Liveにて、ケムリ（令和ロマン）がM-1グランプリ2023王者となる瞬間を、他メンバー全員で見届けた。生配信の同時接続数は4万人に達し、同日の日本人配信者の18位を記録した。
- 2024年2月15日、YouTubeチャンネル登録者数が30万人を突破。

## メンバー
シドニー石井（シドニーいしい、石井航平）（1994年7月1日 - ）（31歳）
NSC東京校23期出身。「天秤」というコンビ名で芸人活動を行っていたが、2025年1月7日をもって、X上で解散を発表した。また、「シドニー石井ch【友アホ】」として個人でのYouTube活動も行っている。
東京都大田区田園調布出身。血液型はO型。MBTIはENFP。
家族構成は両親、姉。
明治大学附属中野高校を卒業後一浪し、東洋大学中退。度々その経歴を動画内でイジられているが、実の姉は東京大学卒であり、博士号を取得している。
大学時代に明治大学のお笑いサークル「明治大学お笑いサークル木曜会Z」の実質的な部長を務めていた。ケムリ、てっせーとは当時からの知り合い。2人は当時先輩であったため、石井は現在も敬語を使っている。
野球好きであり、読売ジャイアンツのファンを公言している。
2022年7月以降、4人で部屋（別荘）を借りており、「管理人」として居住している。
他メンバーと勤労観に違いがあり、「フリーター」と呼ばれることがある。
「家族と仲良くなれない」と自称しており、両親・姉から突然「3人で家族旅行に行ってくる」と連絡が来たことがある。
動画内の字幕の色は赤色。役職はリーダー。
また、石井は憑依型とも呼ばれており、数々のキャラクターになりきり、動画に登場している。登場した際には、てっせーが「どうした、石井」と声を掛けるのがお決まりである。これらの動画は「憑依回」として、数々の伝説を残している。
嘘をつく、謝れない、反省しない、などの欠点をメンバーから指摘されがちである。
松井ケムリ（まつい ケムリ、松井浩一）（1993年5月29日 - ）（32歳）

NSC東京校23期出身。「令和ロマン」というコンビ名で芸人活動を行っている。M-1グランプリ2023・2024王者。
神奈川県横浜市青葉区新石川出身。慶応義塾大学法学部卒業。血液型はA型。
家族構成は両親、姉。
2025年6月16日、2歳下の一般女性と前年に結婚していたことと、前日に第1子となる男児が誕生したことを発表した。
「いと」という名前の猫を飼っている。
大学時代に慶應義塾大学お笑い道場O-keisに所属していた。石井、てっせーとは当時からの知り合い。
令和ロマンでの活動時とは異なり、僕らの別荘ではボケを担当している事が多い。
動画内で、自分は「太っている」のではなく、「身長が高い」だけであると豪語しているが、石井から「違うよ、太っているんだよ」と常々諭されている。
動画内の字幕の色は青色。僕らの別荘の友達担当。役職は副リーダー。
てっせー（西塔徹成）（1994年6月7日 - ）（31歳）
YCC吉本作家コース12期出身。放送作家。
山形県出身。日本大学卒業。血液型はO型。
家族構成は両親、兄、妹。
大学時代に日本大学経商法落語研究会の代表を務めていた。石井、ケムリとは当時からの知り合い。
2023年9月24日の生配信内で一般女性との結婚を発表。
2024年1月からメインチャンネルの動画編集を担当している。noteでは「僕らの別荘日記」として記事を執筆・投稿している。
僕らの別荘のオシャレ担当であり、妻と冷蔵庫を買う約束で用意していた8万円をヴィンテージ眼鏡に費やしたことがある。
2024年10月18日よりナイチンゲールダンスのYouTubeチームに作家として活動することをナイチンゲールダンスのYouTubeチャンネルで発表した。
また、「普通の髪型が恥ずかしい」といった独特の感性を持っており、突然髪型を坊主にして登場したことが2回ある。
「おひたし」という名前の猫を飼っている。
動画内の字幕の色は緑色。僕らの別荘のビジュアル担当。
役職は作家。
今野一輝（こんのかずき）（1992年5月10日 - ）（33歳）
NSC東京校23期出身。「ミシェル」というコンビ名で芸人活動を行っていた。
ファンからは「こんのぴ」というあだ名で呼ばれる事が多い。ビニールおしっこちゃんとしても親しまれている。
岩手県一関市出身、宮城県多賀城市育ち。宮城県塩釜高校卒業。血液型はA型。
高校卒業後、数年間アパレル関係の企業で働いていた。NSCに入校後、他メンバーと出会う。
現在の髪型は、胸下まで伸ばした長髪、ワンレングスである。
体格がよく、メンバーからアニメ鋼の錬金術師のキャラクター「スロウス」に似ていると言われている。
心優しい性格で、撮影時は常に視聴者のことを考えてしまっている。見知らぬ家族の話や、メンバー同士の過去のエピソードを聞いた際には、涙を見せている。特にメンバーのケムリがM-1グランプリで優勝した際には、2回とも泣き崩れている。2度目の優勝の際には、あまりの迫力に他のメンバーから冷ややかな目を向けられていた。
人間観察が好きで、そのために秋葉原に往復6時間かけて歩いて行くことがある。
好きなキャラクターはすみっコぐらしの「ねこ」。
名探偵コナンのファンであり、ゲーム内での自身の名前を度々「灰原哀」に設定している。
僕らの別荘ではメインチャンネルの動画編集を担当。Twitchの個人チャンネルでは、ゲーム実況、雑談配信の活動を行っている。
動画内の字幕の色は黄色。
役職はカメラマン。

## エピソード
- 「僕らの別荘」の動画は、都内某所のレンタルスペースやアパートの一室に定期的に集まり撮影されている。2022年7月以降の拠点である部屋には、平時、メンバーの石井が居住していた。2025年5月1日の動画にて引っ越した事を報告して、本当に別荘となった[動画 15]。

部屋の家賃は4人で分担しており、メンバーにとっての「別荘」と呼ばれる。
- メンバーのうち3人（石井、ケムリ、てっせー）が喫煙者である。動画撮影中にも頻繁にタバコ休憩が行われることから、「タバコ1本を吸い終わるまで話す」という企画、「タバコDEトーク」の動画が多々投稿されている[25]。
- メンバー全員がパイの実を好んで食している。動画にも定期的に登場するため、「僕らの別荘と共に歩んできた」とも称されている[動画 17][動画 18]。パイの実が好きすぎるあまり、「ロッテ非公認パイの実大使」、「パイの実系YouTuber」と自称することもある[動画 19]。
- シール付ウエハース（食玩）の開封、シールのコレクションを動画内外で好んで行っており、「ウエハース系YouTuber」と自称することもある[動画 20]。食玩の開封に際しては、「メンバー各々が欲しいシールを開封前に宣言し、封入されていた場合には、宣言者が貰い受ける」というルールを設定している[動画 21]。2023年4月3日投稿の「遊☆戯☆王マンチョコ2」の開封動画にて、ケムリがおもむろに別荘の机にシールを貼って以降、シールは机に貼り付け、コレクションすることとなった[動画 22]。特に、「ドラゴンボール超戦士シールウエハース超」は、コンプリートを目指す際、「ダーブラ」が一向に出ず、2万円以上の金額を費やしており、『ダーブラ』という再生リストが作られている。なお、メンバーは「ウエハースが好きなのではなく、シールが好き」という旨の発言をしているが、カード付ウエハースも開封・収集することがある[動画 23]。
- 「僕らの別荘」のファンの愛称には、「ベッサーパンダ」（ベサパン）[26]、「多部未華子」がある。「ベッサーパンダ」は2022年6月24日のYouTube生配信内で決定した愛称である。YouTubeの当該配信のアーカイブは削除されており、由来は不明であるが、当時最も多く投げ銭を行った視聴者が名付けたものである。「多部未華子」は2021年10月23日の動画内で決定した愛称であるが、会話の流れで決まったため、特筆すべき由来は無い[動画 24]。
- MY FIRST STORYのHiroは僕らの別荘のファンを公言している[27]。Hiroが石井とプライベートで遭遇した縁もあり、2023年10月29日、別荘にててっせー、今野とも初対面する動画が公開された[動画 25]。当該動画は「僕らの別荘」に初のゲストが登場した動画でもあった。以降も、MY FIRST STORYの全国ツアーにたびたび石井が同行する[動画 26][動画 27]、石井が空気清浄機を買ってもらうなど[動画 28]、親睦を深めている。
- アキネーターがYouTube Shortsで流行っていたタイミングで本人たちがバズらせようと、2023年11月22日に出題者が無知すぎるアキネーター通称「無知ネーター」を投稿。「これな〜んだ？」という掛け声から始まり様々なキャラクターや人物が映し出され回答者が回答していくのだが、出題者がまったくの無知で、そのやりとりが面白く好評になりシリーズ化していった。

- 放送禁止用語や個人情報を言った時に隠す音として発砲音、「バキューン！」を使用している。

### 動画
1. ↑  『YouTubeをはじめる僕ら』。2023年12月5日閲覧。
2. ↑  『板橋ハウスさんとのコラボイベントが開催決定しました‼︎』。2023年11月18日閲覧。
3. ↑  『ケムちゃんM-1応援生配信！』。
4. 1 2 3  『僕らの別荘の関係性を説明します【特殊】【友達】【大学】』。2023年11月18日閲覧。
5. ↑  『大親友の巨人ファンと喋りました！！ #横浜ベイスターズ#ベイスターズ#巨人#ジャイアンツ#プロ野球』。2023年12月3日閲覧。
6. ↑   (日本語) 別荘のリーダー決め会議で文句しか言わない奴【僕らの別荘】【象徴】【キョンキョン】 2024年5月7日閲覧。
7. ↑  『遊びすぎて友達の人数の限界を迎えた奴【フリーター】【海外移住】【自給自足】』。2024年4月12日閲覧。
8. ↑  『メンバーを借金地獄から救いたい僕ら』。2024年4月11日閲覧。
9. ↑  『緊急重大発表生配信！！』。2023年12月3日閲覧。
10. 1 2  『【ご報告】いつも応援してくださっている皆さんへ【ナイチンゲールダンス】』。2025年5月23日閲覧。
11. ↑  『てっせー、坊主にする。』。2025年6月26日閲覧。
12. ↑  『ぶっ飛んだ自意識で坊主にする奴【ビジュ担当】【いるんだよ】』。2025年6月26日閲覧。
13. ↑  『僕らの別荘のWikipediaにひどい書かれ方してた奴【ビニールお●っこちゃん】【N●Rくん】』。2025年6月18日閲覧。
14. ↑  『すみっコぐらし見てるおかげで悪口が一切効かない奴【よこみぞゆり】【癒し】【優しさ】』。2024年2月7日閲覧。
15. ↑  『ご報告【釣り】』。2025年7月21日閲覧。
16. ↑  『新居にお引越ししました』。2023年12月2日閲覧。
17. ↑  『違法なパイの実を入手した奴』。2023年12月3日閲覧。
18. ↑  『29歳フリーターのバカすぎる提案に思わず笑っちゃう奴【パイの実】』。2023年12月3日閲覧。
19. ↑  『ロッテ非公認パイの実大使になる奴【ロッテさんありがとう】【大きなパイの実】【イ・スンヨプ】』。2024年1月8日閲覧。
20. ↑  『鬼滅の刃1ミリも知らない奴が鬼滅の刃ウエハース開封してみた【神引き】』。2023年12月7日閲覧。
21. ↑  『ハンター×ハンターウエハースでシークレットを狙う奴【開封動画】』。2023年12月7日閲覧。
22. ↑  『テーブルを改造して女の子を呼べる家にしてみた【DIY】』。2023年12月7日閲覧。
23. ↑  『【ウエハース開封】サンリオの推しがいるアラサー男たち』。2023年12月7日閲覧。
24. ↑  『【決定？】ファンの愛称を考えていたら謎の呼び名が決定⁉︎【僕らの別荘】』。2023年12月5日閲覧。
25. ↑  『MY FIRST STORYのHiroが来た【初ゲスト】【東京ドーム】【ワンオク】【対バン】』。2023年11月16日閲覧。
26. ↑  『MY FIRST STORYの全国ツアーにシドニー石井が密着【沖縄】【旅行】【vlog】【ロケ】』。2023年11月16日閲覧。
27. ↑  『パパ活みたいな方法で超巨大タラバガニをゲットする奴【カニ】【絶品】【海鮮】』。2023年11月16日閲覧。
28. ↑  『マイファスのHiroに空気清浄機を奢ってもらった29歳フリーター【MY FIRST STORY】【家電】』。2023年11月16日閲覧。